# Boudofo
Boudofo est une localité et une commune rurale malienne de l'arrondissement central de Kita dans le cercle de Kita, et la région de Kita. Elle a pour chef-lieu la localité de Boudofo-Béréninba.

## Géographie
La localité de Boudofo est située sur la route nationale RN 25 (axe Kita-Toukoto) à 6 km au nord du chef-lieu régional Kita. 
| Toukoto | Saboula    | Djidian   |
| Toukoto | Boudofo    | Kita-Nord |
| Tambaga | Kita-Ouest |           |

## Villages
La commune s'étend sur 6 localités relevées lors du recensement général de 2009. 
Les villages les plus peuplés sont :
- Sémé (1 775 habitants) ;
- Mourdiah (892 habitants) ;
- Boudofo (857 habitants).